# Банкс (остров, Канада)
Банкс (на английски: Banks Island) е канадски остров, разположен в Северния ледовит океан. Географски е част от Канадския арктичен архипелаг, а административно – от Северозападните територии (73°00′ с. ш. 121°30′ з. д. / 73° с. ш. 121.5° з. д.).
Площта му е 70 028 кв. км, което го прави 4-ти в Канадския арктичен архипелаг, 5-и в Канада и 24-ти в света.

## Откриване и изследване на острова
- 1850 – 1851 – Робърт Макклур, Робърт Хасуел – Откриване на протока Принц Уелски (между Банкс на северозапад и Виктория на югоизток) и откриване и изследване на южния и западния бряг на острова и протока Макклур (между Банкс на юг и островите Принц Патрик и Мелвил на север)
- 1851 – Ричард Колинсън – Вторично откриване на протока Принц Уелски, плаване в него до 73º 30` с.ш., заобикаляне от юг остров Банкс и плаване на север в море Бофорт
- 1914 – 1917 – Вилялмур Стефансон, Сторкер Сторкерсон (1883 – 1940), Джордж Хуберт Уилкинс – Изследване на западното крайбрежие на острова (1914), южното крайбрежие (1915) и Топографско заснемане и картиране на големи части от вътрешността на острова (1917)
- 1952 – 1953 – Томас Манинг – Детайлно картиране на цялото крайбрежие на острова и откриване на последните неоткрити участъци от бреговете му

Островът е назован на името на сър Джоузеф Банкс, английски учен, участвал в първата експедиция на Джеймс Кук.

## География
Остров Банкс се намира в югозападната част на Канадския арктичен архипелаг и същевеременно е най-западния остров на архипелага. На север протока Макклур го отделя от островите Принц Патрик и Мелвил, а на югоизток протока Принц Уелски – от остров Виктория. На юг и югозапад бреговете му се мият от залива Амундсен, а на запад – от водите на море Бофорт.
За разлика от останалите острови в Канадския арктичен архипелаг Банкс е със слабо разчленена брегова линия. На северното крайбрежие най-големият залив е Мерси, на югоизточното Де Сали, на югозападното Тесиджър и на западното крайбрежие заливите Сторкерсон и Барнет.
Дължината на острова от крайната северна точка нос Крозиър (74°34′ с. ш. 121°33′ з. д. / 74.566667° с. ш. 121.55° з. д.) до крайната южна нос Ламптън (71°05′ с. ш. 123°06′ з. д. / 71.083333° с. ш. 123.1° з. д.) е 380 км, а от крайната западна точка нос Келет (71°58′ с. ш. 126°01′ з. д. / 71.966667° с. ш. 126.016667° з. д.) до крайната източна нос Ръсел (73°29′ с. ш. 115°18′ з. д. / 73.483333° с. ш. 115.3° з. д.) е 290 км.
Релефът на острова в преобладаващата си част е равнинен и слабохълмист. В североизточната част височината е до 457 м, а в най-южната част се издига връх Дърам Хейтс (Durham Heights) с височина до 747 м.
Островът е изключително богат на води – хиляди езера и множество реки. Най-големите реки на остров Банкс са: Томсън, Биг Ривър, Барнард, Лени и Келет, като първата тече на север и се влива в протока Макклур, а останалите – на запад и се вливат в море Бофорт.
Островът се намира в два северноамерикански екологични региона – арктическа тундра (английски Arctic coastal tundra) и полярна тундра (английски Middle Arctic tundra). На Банкс не растат дървета, като най-високото растение на острова е арктическата върба, която рядко достига повече от 40 см височина, а обичайната ѝ е около 10 см. През 1961 г. на острова са основани две защитени зони на прелетни птици. В северната част е разположен националния парк Олавик. На острова обитава 2/3 от световната популация на малката бяла гъска, която прелита от юг. Тук се намира и най-голямата в света концентрация на овцебикове – около 70 хил. глави, като в района на единственото селище на острова Сакс Харбър ежегодно се организира ловуване. Освен това на острова има множество елени карибу, бели мечки и единствения в света хибрид между бяла и кафява мечка.

## Население
Към 2010 г. на острова живеят едва 114 души в единственото селище Сакс Харбър (71°59′ с. ш. 125°15′ з. д. / 71.983333° с. ш. 125.25° з. д.), разположено на югозападното крайбрежие, където има и целогодишно използваемо летище.
|  | Тази страница частично или изцяло представлява превод на страницата Banks Island в Уикипедия на английски. Оригиналният текст, както и този превод, са защитени от Лиценза „Криейтив Комънс – Признание – Споделяне на споделеното“, а за съдържание, създадено преди юни 2009 година – от Лиценза за свободна документация на ГНУ. Прегледайте историята на редакциите на оригиналната страница, както и на преводната страница, за да видите списъка на съавторите. ВАЖНО: Този шаблон се отнася единствено до авторските права върху съдържанието на статията. Добавянето му не отменя изискването да се посочват конкретни източници на твърденията, които да бъдат благонадеждни. |